# Offemont
Offemont – miejscowość i gmina we Francji, w regionie Burgundia-Franche-Comté, w departamencie Territoire de Belfort.
Według danych na rok 1990 gminę zamieszkiwały 4213 osoby, a gęstość zaludnienia wynosiła 759 osób/km² (wśród 1786 gmin Franche-Comté Offemont plasuje się na 32. miejscu pod względem liczby ludności, natomiast pod względem powierzchni na miejscu 762.).